# 安茹公爵
1360年，安茹伯爵路易（法国国王约翰二世的次子）被父亲约翰二世授予公爵称号。从此安茹领地的领主的封号为公爵（此前一直为伯爵）。这一封号先后被赐封过六次。

## 第一次赐封
- 路易一世 （1360年-1384年）
- 路易二世 （1384年-1417年）
- 路易三世 （1417年-1434年）
- 勒内一世 （1434年-1480年）
- 查理四世（法语：Charles V d'Anjou） （1480年-1481年）

## 第二次赐封
- 薩伏依的路易絲 （1524年-1531年）

## 第三次赐封
- 亨利·亚历山大 （1566年-1576年）身兼波蘭国王和立陶宛大公稱為亨里克五世，1574年继承法国王位。

## 第四次赐封
- 法蘭索瓦 （1576年-1584年）

## 第五次赐封（波旁王朝）
- 加斯东·让-巴蒂斯特 （1608年-1626年），名义上的安茹公爵直至1626年被封为奥尔良公爵。
- 菲利普一世 （1640年-1660年），名义上的安茹公爵直至1660年被封为奥尔良公爵。
- 菲利普二世 （1668年-1671年），名义上的安茹公爵。
- 路易·弗朗索瓦 （1672年-1672年)，名义上的安茹公爵。
- 菲利普三世 （1683年-1700年），名义上的安茹公爵，1701年继承西班牙王位。
- 路易 （1710年-1715年)，名义上的安茹公爵，1712年成为王储，1715年继承法国王位。
- 菲利普四世（法语：Philippe Charles de France） （1730年-1733年），名义上的安茹公爵。

## 第六次赐封（波旁王朝）
- 斯坦尼斯拉斯·克萨维尔 （1755年-1824年），名义上的安茹公爵，1814年复辟后登上法国王位成为路易十八。